# C20H18N2O
化学式C20H18N2O（摩尔质量：302.369 g/mol）可以指：
- 尼非他胺（義大利語：Nicofetamide），CAS号：553-06-0
- AGN-PC-0NIG3P，CAS号：61074-87-1
- 1-芘丁酰肼，CAS号：55486-13-0

|  | 这个同类索引页列出了具有相同分子式的化学物（即同分異構體）条目。 除非您是有意链接至本页，否则应将相应条目的内部链接指向正确的条目。 |